# گلدکروناخ
شهر گلدکروناخدر ایالت بایرن در کشور آلمان واقع شده‌است.